# Dipterygina japonica
Dipterygina japonica là một loài bướm đêm trong họ Noctuidae.